# Urgedra albodiscata
Urgedra albodiscata är en fjärilsart som beskrevs av Paul Dognin 1910. Urgedra albodiscata ingår i släktet Urgedra och familjen tandspinnare. Inga underarter finns listade i Catalogue of Life.